# Amaravati (Chăm Pa)
Amaravati (Phạn ngữ: अमरावती / Amarāvati) là một tiểu quốc Champa tồn tại trong giai đoạn 657 - 1471, địa bàn tương ứng với vùng Quảng Nam - Đà Nẵng hiện nay. Từ Amarāvati có nghĩa là "nơi ở của các vị thần". Ngoài ra, Sử ký Trung Hoa thường gọi xứ này là Cựu Châu phân biệt với Tân Châu nhằm đánh dấu sự kiện dời đô của quốc gia Champa. 

## Lịch sử
Ban đầu, Amaravati chỉ bao gồm khu vực Quảng Nam, Đà Nẵng hiện nay, tuy nhiên sự phát triển lãnh thổ về phía bắc sau sự suy yếu của nhà Đường (Trung Quốc) đang cai trị An Nam đô hộ phủ, người Chăm đã có thêm các châu Ulik, Vuyar, Jriy và Traik (tương đương với khu vực Bình Trị Thiên) vào lãnh thổ của mình, vì thế mà Amaravati còn có lúc bao gồm cả khu vực từ Quảng Bình vào Quảng Nam. Từ thế kỷ 11 đến năm 1306, Chăm Pa mất khu vực từ đèo Ngang đến đèo Hải Vân. Địa khu Amaravati lại chỉ còn bao gồm lãnh địa Đà Nẵng, Quảng Nam như buổi đầu. Từ đầu thế kỷ 15, thành Châu Sa cũng như châu Amaravati chứng kiến nhiều cuộc chiến tranh. Theo sách Đại Nam nhất thống chí, năm 1402, nhà Hồ chiếm vùng đất này. Nhưng đến năm 1407, nhân lúc nhà Minh đem quân diệt nhà Hồ, vua Champa giành lại vùng đất Amaravati (Quảng Nam, Quảng Ngãi). Sau chiến tranh Việt – Chiêm (1471), cả Amaravati và Vijaya đều bị sáp nhập vào Đại Việt.

## Đặc điểm
Đặc điểm của xã hội chăm là tính phân chia vùng miền rõ rệt, mỗi một địa khu thường do những tiểu vương đứng đầu. Tiểu vương nào chinh phục được các tiểu vương ở các địa khu còn lại sẽ thống nhất trên danh nghĩa và lên ngôi của Chăm Pa tại địa khu của mình. Đối với vùng Amaravati cũng vậy, tại đây có ít nhất 2 vương triều là thời kỳ Lâm Ấp và thời kỳ Indrapura đã đặt kinh đô tại vùng này.
Trong lịch sử có 3 kinh đô đặt tại vùng Amaravati là Điển Xung (thuộc TP.Huế), Simhapura (thuộc Duy Xuyên, Quảng Nam) và Indrapura (thuộc Thăng Bình, Quảng Nam).
Phân chia theo dân tộc và ảnh hưởng tôn giáo, cùng với Vijaya đều thuộc vùng bắc Chăm nơi cư trú từ ban đầu của bộ tộc Dừa, đây cũng là nơi phát hiện ra nền văn hóa cổ của Chăm Pa là văn hóa Sa Huỳnh. Và cũng gần với biên giới của nhà Đường từ thế kỷ 7 - thế kỷ 10 nên đã có những ảnh hưởng của phật giáo Đại thừa từ phía bắc tác động vào.
Amaravati được xem là trung tâm của vương quốc Chăm-pa trong nhiều thế kỷ, nơi sở hữu một cảng-thị sầm uất trên “con đường tơ lụa trên biển” với hai cửa biển lớn là Đại chiêm Hải Khẩu (nay là Cửa Đại) và Cửa Hàn.